# Biczyce Górne
Biczyce Górne (do 29 maja 1953 Biczyce Polskie, niem. Polnisch Bischitz) – wieś w Polsce położona w województwie małopolskim, w powiecie nowosądeckim, w gminie Chełmiec. W latach 1975–1998 miejscowość administracyjnie należała do województwa nowosądeckiego. W 2017 r. wieś liczyła 597 mieszkańców.
Przysiółkiem Biczyc Górnych jest Krasne Biczyckie.
Wieś leży we wschodniej części Beskidu Wyspowego, przy drodze krajowej nr 28.

## Historia
Biczyce były jedną z wsi, którą w 1257 roku Bolesław Wstydliwy oddał swojej żonie Kindze. Ta owdowiawszy, w roku 1280 ufundowała starosądecki klasztor klarysek, ofiarowując na jego utrzymanie wszystkie swe folwarki na Sądecczyźnie.

## Zabytki
Obiekt wpisany do rejestru zabytków nieruchomych województwa małopolskiego.
- Kaplica pw. NMP.

### Inne zabytki

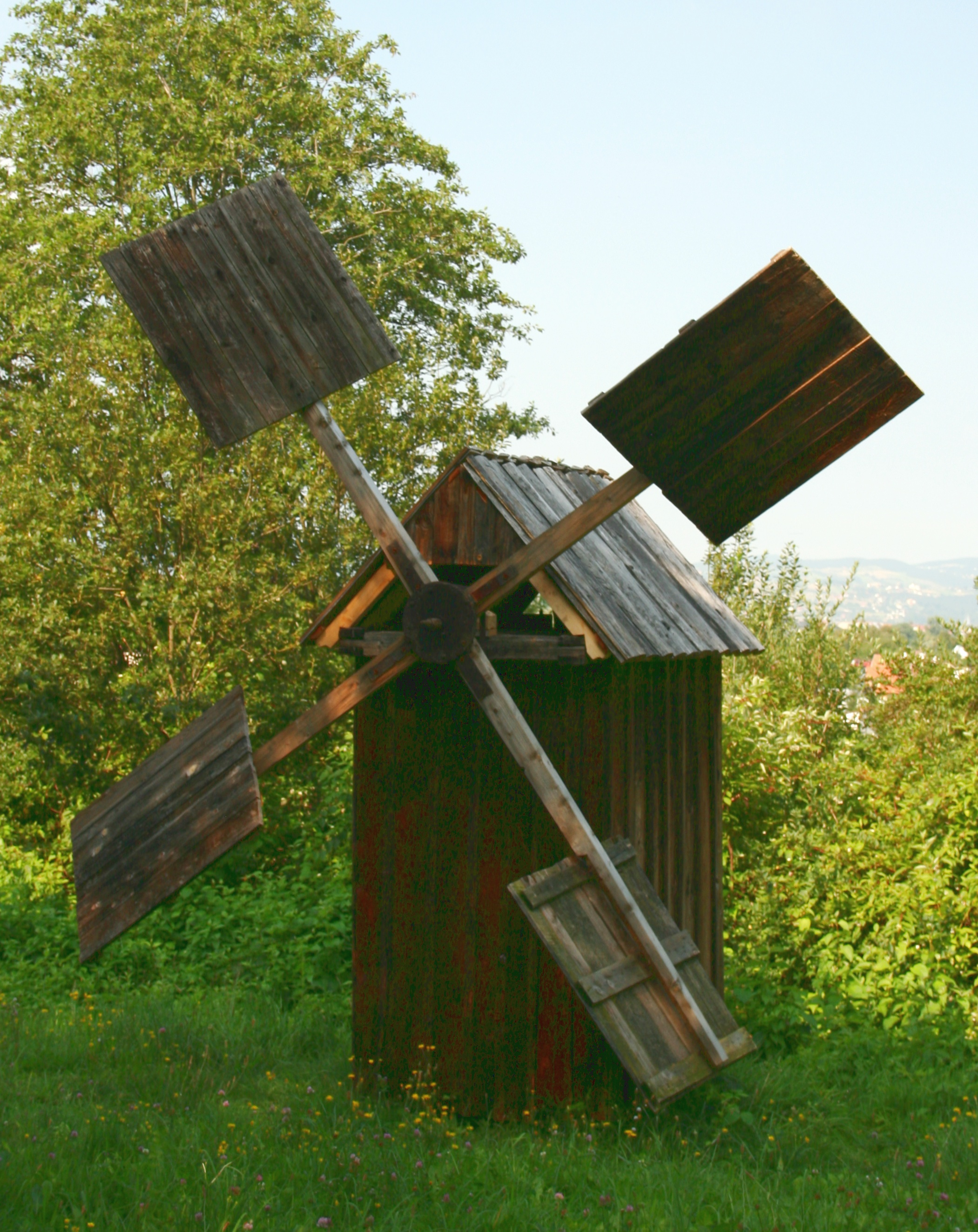
Wiatrak z Biczyc Górnych, znajdujący się w Sądeckim Parku Etnograficznym

- Wiatrak.